# Ochthebius uskubensis
Ochthebius uskubensis es una especie de escarabajo del género Ochthebius, familia Hydraenidae. Fue descrita científicamente por Hebauer en 1986.
Se distribuye por Bulgaria (ciudad de Sozopol). Mide 1,76 milímetros de longitud y su edeago 0,36 milímetros.